# Myhkyrinsaari (ö i Norra Savolax, Nordöstra Savolax)
Myhkyrinsaari är en ö i Finland. Den ligger i sjön Rikkavesi och i kommunen Tuusniemi i den ekonomiska regionen  Nordöstra Savolax ekonomiska region  och landskapet Norra Savolax, i den centrala delen av landet, 400 km nordost om huvudstaden Helsingfors. Öns area är 0,1 hektar och dess största längd är 50 meter i nord-sydlig riktning.